# Luxtorpeda (album)
Luxtorpeda – debiutancki niezatytułowany album studyjny zespołu Luxtorpeda wydany w 2011 roku.
W 2011 roku w trakcie nagrywania albumu skład uzupełnił wokalista Przemysław "Hans" Frencel, raper znany z duetu Pięć Dwa Dębiec. W sesji nagraniowej wziął udział także Maciej Jahnz, który zarejestrował partie solowe gitary elektrycznej. W ramach promocji albumu powstał teledysk do utworu "Autystyczny", zrealizowany przez franciszkański kanał internetowy Franciszkanie TV. Album zadebiutował na 15. miejscu listy OLiS w Polsce. Utwór "Autystyczny" osiągnął 1. miejsce na Liście Przebojów Programu Trzeciego w 1541 notowaniu.

## Lista utworów
Opracowano na podstawie materiału źródłowego.
1. "Intro" (muz. Friedrich, Frencel, Krzyżaniak, Kmiecik, Drężek) – 3:29
2. "Niezalogowany" (sł. Friedrich, Frencel, muz. Friedrich, Frencel, Krzyżaniak, Kmiecik, Drężek) – 2:08
3. "Od zera" (sł. Friedrich, Frencel, muz. Friedrich, Frencel, Krzyżaniak, Kmiecik, Drężek) – 4:15
4. "Autystyczny" (sł. Friedrich, Frencel, muz. Friedrich, Frencel, Krzyżaniak, Kmiecik, Drężek) – 3:41
5. "Jestem głupcem" (sł. Friedrich, Frencel, muz. Friedrich, Frencel, Krzyżaniak, Kmiecik, Drężek) – 3:39
6. "Trafiony zatopiony" (sł. Friedrich, Frencel, muz. Friedrich, Frencel, Krzyżaniak, Kmiecik, Drężek) – 4:37
7. "7 razy" (sł. Friedrich, Frencel, muz. Friedrich, Frencel, Krzyżaniak, Kmiecik, Drężek) – 4:07
8. "W ciemności" (sł. Friedrich, Frencel, muz. Friedrich, Frencel, Krzyżaniak, Kmiecik, Drężek) – 4:57
9. "3000 świń" (sł. Friedrich, Frencel, muz. Friedrich, Frencel, Krzyżaniak, Kmiecik, Drężek) – 3:53
10. "Za wolność" (sł. Friedrich, Frencel, muz. Friedrich, Frencel, Krzyżaniak, Kmiecik, Drężek) – 4:39

- 11-19 Instrumentalne wersje wszystkich utworów – 35:54

## Twórcy
Opracowano na podstawie materiału źródłowego.

- Robert "Litza" Friedrich – śpiew, gitara rytmiczna, gitara prowadząca, inżynieria, produkcja, miksowanie
- Przemysław "Hans" Frencel – śpiew
- Tomasz "Krzyżyk" Krzyżaniak – perkusja
- Krzysztof "Kmieta" Kmiecik – gitara basowa
- Robert "Drężmak" Drężek – gitara rytmiczna, gitara prowadząca
- Maciej Jahnz – gitara prowadząca (wersje instrumentalne)
- Czarek Borowski – asystent inżyniera
- Jakub Biegaj – asystent inżyniera
- Mateusz "Mate.O" Otremba – inżynieria, zdjęcia
- Marcin Bors – mastering
- Wiktoria "Valtornia" Friedrich – ilustracje
- Maciej "Zuch" Mazurek – oprawa graficzna
- Anatoly Zhdanov – okładka
- Zakłady Artystyczne Tuluba – zdjęcia